# استانیسلاوا تسکووا
استانیسلاوا تسکووا (انگلیسی: Stanislava Tsekova؛ زادهٔ ۳۰ اوت ۱۹۸۲) بازیکن فوتبال اهل بلغارستان است.
وی همچنین در تیم ملی فوتبال Bulgaria بازی کرده‌است.